# Apprentice
Apprentice é um filme de drama teuto-singapuriano-franco-honcongo-catariano de 2016 dirigido e escrito por Boo Junfeng. Foi selecionado como representante de Singapura ao Oscar de melhor filme estrangeiro em 2017.

## Elenco
- Firdaus Rahman - Aiman Yusof
- Wan Hanafi Su - Chief Warder
- Mastura Ahmad - Suhaila
- Nickson Cheng - Joseph Lee
- Boon Pin Koh - James Tan
- Crispian Chan - Randy Tan
- Sean Tobin - John
- Gerald Chew - Hock